# Liste von Oboenkonzerten
Die folgende Liste enthält nach Epochen sortierte bekannte Konzerte für Oboe:

## Barock
- Tomaso Albinoni (1671–1751)
  - Konzert für 2 Oboen und Orchester C-Dur op. 7 Nr. 2
  - Konzert für Oboe und Orchester B-Dur op. 7 Nr. 3
  - Konzert für 2 Oboen und Orchester C-Dur op. 7 Nr. 5
  - Konzert für Oboe und Orchester D-Dur op. 7 Nr. 6
  - Konzert für 2 Oboen und Orchester D-Dur op. 7 Nr. 8
  - Konzert für Oboe und Orchester F-Dur op. 7 Nr. 9
  - Konzert für 2 Oboen und Orchester C-Dur op. 7 Nr. 11
  - Konzert für Oboe und Orchester C-Dur op. 7 Nr. 12
  - Konzert für Oboe und Orchester d-Moll op. 9 Nr. 2
  - Konzert für 2 Oboen und Orchester F-Dur op. 9 Nr. 3
  - Konzert für Oboe und Orchester C-Dur op. 9 Nr. 5
  - Konzert für 2 Oboen und Orchester G-Dur op. 9 Nr. 6
  - Konzert für Oboe und Orchester g-Moll op. 9 Nr. 8
  - Konzert für 2 Oboen und Orchester C-Dur op. 9 Nr. 9
  - Konzert für Oboe und Orchester H-Dur op. 9 Nr. 11
  - Konzert für 2 Oboen und Orchester D-Dur op. 9 Nr. 12
- Johann Sebastian Bach (1685–1750)
  - Konzert für Oboe d’amore und Orchester A-Dur BWV 1055 (Rekonstruktion)
  - Konzert für Oboe, Streicher und B.C. in F-Dur BWV 1053 R
  - Konzert für Oboe, Streicher und B.C. in g-Moll BWV 1056 R
  - Konzert für Oboe, Streicher und B.C. in d-Moll BWV 1059 R
  - Doppelkonzert für Oboe, Violine, Streicher und B.C. in c-Moll BWV 1060 R
- Carl Philipp Emanuel Bach (1714–1788)
  - Konzert für Oboe und Orchester B-Dur Wq 164
  - Konzert für Oboe und Orchester Es-Dur Wq 165
- Johann Christian Bach (1735–1782)
  - Konzert für Oboe und Orchester Nr. 1 F-Dur W.C80
  - Konzert für Oboe und Orchester Nr. 2 F-Dur W.C81
- Johann Friedrich Fasch (1688–1758)
  - Konzert für Oboe und Orchester C-Dur
  - Konzert für Oboe und Orchester d-Moll FWV L:d2
- Christoph Graupner (1683–1760)
  - Konzert für Oboe und Orchester F-Dur
- Georg Friedrich Händel (1685–1759)
  - Konzert für Oboe und Orchester Nr. 1 B-Dur HWV 301
  - Konzert für Oboe und Orchester Nr. 2 B-Dur HWV 302a
  - Konzert für Oboe und Orchester Nr. 3 g-Moll HWV 287
- Johann David Heinichen (1683–1729)
  - Konzert für Oboe und Orchester a-Moll Seibel 212
  - Konzert für Oboe und Orchester g-Moll Seibel 237
- Johann Ludwig Krebs (1713–1780)
  - Konzert für Oboe und Orchester h-Moll
- Antonio Lotti (1667–1740)
  - Konzert für Oboe d’amore und Orchester A-Dur (auch Heinichen zugeschrieben)
- Alessandro Marcello (1673–1747)
  - Konzert für Oboe und Orchester d-Moll
- Giuseppe Sammartini (1693–1750)
  - Konzert für Oboe, Streicher und Basso continuo D-Dur
- Gottfried Heinrich Stölzel (1690–1749)
  - Konzert für Oboe und Orchester D-Dur
- Georg Philipp Telemann (1681–1767)
  - Konzert für Oboe, Streicher und B.C. (Basso Continuo) in e-Moll TWV 51:e1
  - Konzert für Oboe, Streicher und B.C in f-Moll TWV 51:f1
  - Konzert für Oboe d’amore, Streicher und B.C. in A-Dur TWV 51:A2
  - Konzert für Oboe d’amore, Streicher und B.C. in G-Dur TWV 51:G3
- Antonio Vivaldi (1678–1741)
  - Konzert für Oboe und Orchester C-Dur RV 184
  - Konzert für Oboe und Orchester C-Dur RV 446
  - Konzert für Oboe und Orchester C-Dur RV 447
  - Konzert für Oboe und Orchester C-Dur RV 448
  - Konzert für Oboe und Orchester C-Dur RV 449
  - Konzert für Oboe und Orchester C-Dur RV 450
  - Konzert für Oboe und Orchester C-Dur RV 451
  - Konzert für Oboe und Orchester C-Dur RV 452
  - Konzert für Oboe und Orchester D-Dur RV 453
  - Konzert für Oboe und Orchester d-Moll RV 454
  - Konzert für Oboe und Orchester F-Dur RV 455
  - Konzert für Oboe und Orchester F-Dur RV 456
  - Konzert für Oboe und Orchester F-Dur RV 457
  - Konzert für Oboe und Orchester g-Moll RV 458
  - Konzert für Oboe und Orchester g-Moll RV 459
  - Konzert für Oboe und Orchester a-Moll RV 460
  - Konzert für Oboe und Orchester a-Moll RV 461
  - Konzert für Oboe und Orchester a-Moll RV 462
  - Konzert für Oboe und Orchester a-Moll RV 463
  - Konzert für Oboe und Orchester B-Dur RV 464
  - Konzert für Oboe und Orchester B-Dur RV 465
  - Konzert für 2 Oboen und Orchester C-Dur RV 534
  - Konzert für 2 Oboen und Orchester d-Moll RV 535
  - Konzert für 2 Oboen und Orchester a-Moll RV 536

## Klassik
- Ludwig van Beethoven (1770–1827)
  - Konzert für Oboe und Orchester F-Dur Hess 12
- Domenico Cimarosa (1749–1801)
  - Konzert für Oboe und Orchester C-Dur (Bearbeitung von Arthur Benjamin)
- Karl Ditters von Dittersdorf (1739–1799)
  - Konzert für Oboe und Orchester C-Dur L 24
  - Konzert für Oboe und Orchester d-Moll L 25b
  - Konzert für Oboe und Orchester C-Dur L 39
  - Konzert für Oboe und Orchester C-Dur  L 40a
  - Konzert für Oboe und Orchester G-Dur L 42
  - Konzert für Oboe d’amore und Orchester A-Dur L 43b
- Giuseppe Ferlendis (1755–1810)
  - Konzert für Oboe und Orchester F-Dur
- Joseph Fiala (1748–1816)
  - Konzert für Oboe und Orchester B-Dur
- Emanuel Aloys Förster (1748–1823)
  - Konzert für Oboe und Orchester e-Moll
- Joseph Haydn (1732–1809)
  - Konzert für Oboe und Orchester C-Dur Hob VIIg:C1
- Franz Krommer (1759–1831)
  - Konzert für Oboe und Orchester F-Dur op. 37
  - Konzert für Oboe und Orchester F-Dur op. 52
- Ludwig August Lebrun (1752–1790)
  - Konzert für Oboe und Orchester d-Moll Nr. 1
  - Konzert für Oboe und Orchester g-Moll Nr. 2
  - Konzert für Oboe und Orchester C-Dur Nr. 3
  - Konzert für Oboe und Orchester B-Dur Nr. 4
  - Konzert für Oboe und Orchester C-Dur Nr. 5
  - Konzert für Oboe und Orchester F-Dur Nr. 6
- Wolfgang Amadeus Mozart (1756–1791)
  - Konzert für Oboe und Orchester C-Dur KV 314 (285d)
  - Konzert für Oboe und Orchester F-Dur KV 293 = 416 f  (Fragment)
- Franz Xaver Richter (1709–1789)
  - Konzert für Oboe, Streicher und Basso continuo F-Dur
- Franz Anton Rosetti (1750–1792)
  - Concerto in Fa maggiore per oboe (o flauto) e orchestra
- Antonio Salieri (1750–1825)
  - Konzert für Oboe, Flöte und Orchester C-Dur
  - Konzert für Oboe und Streichorchester G-Dur (Concertino da camera)
- Christian Friedrich Gottlieb Schwencke (1767–1822)
  - Konzert für Oboe mit Orchesterbegleitung
- Carl Stamitz (1745–1801)
  - Konzert für Oboe und Orchester B-Dur
- Johann Stamitz (1717–1757)
  - Konzert C-Dur für Oboe, Streichorchester und Basso continuo
- Peter von Winter (1754–1825)
  - Konzert F-Dur für Oboe und Orchester (1814)
- Jan Zach (1713–1773)
  - Konzert B-Dur für Oboe und Orchester

## Romantik
- Anton Reicha (1770–1836)
  - Rezitativ und Rondo für Englischhorn und Orchester
- Johann Nepomuk Hummel (1778–1837)
  - Introduktion, Thema und Variationen für Oboe und Orchester
- Carl Maria von Weber (1786–1826)
  - Concertino für Oboe und Bläser
- Gaetano Donizetti (1797–1848)
  - Concertino für Englischhorn und Orchester G-Dur
- Vincenzo Bellini (1801–1835)
  - Konzert für Oboe und Orchester Es-Dur
- Louis Glass (1864–1936)
  - Symfonisk Koncert for Obo B-Dur, op. 3 (1888)
- Johann Wenzel Kalliwoda (1801–1866)
  - Concertino für Oboe und Orchester op. 110
- Wilhelm Bernhard Molique (1802–1869)
  - Concertino für Oboe und Orchester g-Moll
- Ignaz Lachner (1807–1895)
  - Concertino für Oboe und Orchester
- Julius Rietz (1812–1877)
  - Konzertstück in f-Moll op. 33
- Hugo Schuncke (1823–1909)
  - Konzert für Oboe und Orchester
- Antonio Pasculli (1842–1924)
  - Concerto sopra Motivi dell'opera 'La favorita' di Donizetti
  - Concerto sopra Motivi dell'opera 'Il trovatore'
  - Gran Concerto su temi dell'opera 'I Vespri Siciliani'
- Nikolai Rimski-Korsakow (1844–1908)
  - Thema und Variationen für Oboe und Blasorchester
- August Klughardt (1847–1902)
  - Konzertstück für Oboe und Orchester op. 18
- Vincent d’Indy (1851–1931)
  - Fantaisie sur des thèmes populaires français für Oboe und Orchester op. 31 (1888)
- Hugo Wolf (1860–1903)
  - Italienische Serenade für Englischhorn und Orchester G-Dur
- Richard Strauss (1864–1949)
  - Konzert für Oboe und kleines Orchester D-Dur
- Jean Sibelius (1865–1957)
  - Der Schwan von Tuonela für Englischhorn und Orchester op. 22/3
- Ralph Vaughan Williams (1872–1958)
  - Konzert für Oboe und Streicher a-Moll (1944)
- Ermanno Wolf-Ferrari (1876–1948)
  - Idillio-Concertino für Oboe und Orchester A-Dur op. 15
  - Concertino für Englischhorn und Orchester As-Dur op. 34

## Moderne
- Rutland Boughton (1878–1960)
  - Konzert für Oboe und Orchester
- Cyril Scott (1879–1970)
  - Konzert für Oboe und Streicher
- Bohuslav Martinů (1890–1959)
  - Konzert für Oboe, kleines Orchester und Klavier
- Jacques Ibert (1890–1962)
  - Symphonie concertante für Oboe und Streicher
- Darius Milhaud (1892–1974)
  - Konzert für Oboe und Streicher
- Eugène Aynsley Goossens (1893–1962)
  - Konzert für Oboe und Orchester
- Gordon Jacob (1895–1984)
  - Konzert für Oboe und Orchester Nr. 1
  - Konzert für Oboe und Orchester Nr. 2
- Harald Saeverud (1897–1992)
  - Konzert für Oboe und Orchester
- Hermann Schroeder (1904–1984)
  - Oboenkonzert op. 34 (1955)
- William Alwyn (1905–1985)
  - Konzert für Oboe, Streicher und Harfe
- Peter Mieg (1906–1990)
  - Konzert für Oboe und Orchester (1957)
- Dalibor Vačkář (1906–1984)
  - Oboe concertante (Koncert pro hoboj a orchestr)
- Sándor Veress (1907–1992)
  - Passacaglia concertante für Oboe und Streichorchester
- Elliott Carter (1908–2012)
  - Oboenkonzert (1987), im Auftrag von Paul Sacher
- Lars-Erik Larsson (1908–1986)
  - Concertino für Oboe und Streichorchester, op. 45/2
- Jan Seidel (1908–1998)
  - II. Konzert für Oboe und Orchester (1954–1959)
- Harald Genzmer (1909–2007)
  - Kammerkonzert für Oboe und Streichorchester (1957)
- William Schuman (1910–1992)
  - To Thee Old Cause für Oboe und Orchester (1968)
- Raffaele d’Alessandro (1911–1959)
  - Concerto pour hautbois et orchestre à cordes, op. 79 (1959)
- Jean Françaix (1912–1997)
  - L’Horloge de flore für Oboe und Orchester
- Yohanan Boehm (* 1914)
  - Concertino für Oboe und Streichorchester op. 11
  - Concerto für Englischhorn und Kammerorchester op. 19
- Bernd Alois Zimmermann (1918–1970)
  - Konzert für Oboe und Orchester
- Alexander Arutjunjan (1920–2012)
  - Konzert für Oboe und Orchester (1977)
- Bruno Maderna (1920–1973)
  - Konzert für Oboe und Kammerensemble (= 1. Oboenkonzert, 1962/63)
  - Konzert Nr. 2 für Oboe und Orchester (1967)
  - Konzert Nr. 3 für Oboe und Orchester (1973)
- Malcolm Arnold (1921–2006)
  - Konzert für Oboe und Orchester op. 39
- Ursula Mamlok (1923–2016)
  - Konzert für Oboe und Orchester (1. Fassung) (1976)
  - Konzert für Oboe und Orchester (2. Fassung) (1980)
  - Konzert für Oboe und Orchester (3. Fassung) (2003)
- Andrei Jakowlewitsch Eschpai (1925–2015)
  - Konzert für Oboe und Orchester
- Morton Feldman (1926–1987)
  - Oboe and Orchestra (1977)
- Frigyes Hidas (1928–2007)
  - Konzert für Oboe und Orchester Nr. 1
  - Konzert für Oboe und Orchester Nr. 2
- Frank Michael Beyer (1928–2008)
  - Konzert für Oboe und Streichorchester (1986), UA 1987 Hansjörg Schellenberger
- Edisson Wassiljewitsch Denissow (1929–1996)
  - Konzert für Oboe und Orchester
- Heinz Werner Zimmermann (1930–2022)
  - Konzert für Oboe und Orchester in drei Sätzen (1987–1994)
- John Williams (* 1932)
  - Concerto for Oboe and Orchestra (2011)
- Erich Urbanner (* 1936)
  - Concerto für Oboe und Kammerorchester (1966)
- John Corigliano (* 1938)
  - Konzert für Oboe und Orchester (1975)
- Heinz Holliger (* 1939)
  - Siebengesang für Oboe und Orchester
- Ellen Taaffe Zwilich (* 1939)
  - Konzert für Oboe und Orchester
- Friedrich Goldmann (1941–2009)
  - Konzert für Oboe und Orchester
- Volker David Kirchner (1942–2020)
  - Konzert für Oboe und Orchester
- Krzysztof Meyer (* 1943)
  - Concerto da camera per oboe, percussione ed archi Op. 29 (1972)
- Peteris Vasks (* 1946)
  - Koncerts angļu ragam un orķestrim (Konzert für Englischhorn und Orchester)
- Peter Ruzicka (* 1948)
  - Aulodie, Musik für Oboe und Orchester (2011)
- David Mullikin (* 1950)
  - Konzert für Oboe und Orchester
- Wolfgang Rihm (1952–2024)
  - Musik für Oboe und Orchester (1993–95; Neufassung 2002)
- Anders Nilsson (* 1954)
  - Ariel für Oboe, Tonband und Orchester
- Graeme Koehne (* 1956)
  - Inflight Entertainment für Oboe und Orchester
- Karlheinz Essl junior (* 1960)
  - Detune für Oboe und großes Orchester (2009)
- Klaus Miehling (* 1963)
  - Konzert c-moll für Barockoboe, barockes Streichorchester und B.c. op. 153 (2008)
- Marco Aurelio Yano (1963–1991)
  - Konzert für Oboe und Orchester
- Volker Felgenhauer (* 1965)
  - Konzert für Oboe und Orchester Pietà (op. 29, 2006). UA 30. März 2006
- Caspar René Hirschfeld (* 1965)
  - Waldgesang – Konzert für Oboe, Streicher und Schlagwerk
- Jean François de Guise (* 1970)
  - Concerto for Oboe and Orchestra, op. 8, Nr. 15 (2017)
- Paweł Sydor (* 1970)
  - Virturi Militari: Konzert für Oboe und Orchester
- Jörg Widmann (* 1973)
  - Oboenkonzert (2009/2010)
- Bernd Richard Deutsch (* 1977)
  - Oboenkonzert (Nr. 26, 2009)